# Port lotniczy Naga
Port lotniczy Naga (IATA: WNP, ICAO: RPUN) – krajowy port lotniczy położony w Naga, na Filipinach.

## Linie lotnicze i połączenia
| Linia Lotnicza | Kierunek  |
| -------------- | --------- |
| Cebgo          | 1. Manila |